# Kaleb Di Masi
Caleb Nahuel Di Masi (Pablo Podestá, 2 de noviembre de 1998) más conocido por su nombre artístico Kaleb Di Masi, es un cantante y compositor argentino, reconocido por fusionar estilos como el RKT, el freestyle rap y el reguetón.
Durante su carrera ha registrado colaboraciones con artistas como L-Gante, Cazzu, Papichamp, C.R.O, Sfera Ebbasta, Alejo Isakk y Damas Gratis, entre otros.

## Biografía

### Inicios y década de 2010
Di Masi es originario del barrio La Crujía, cerca de Caseros. A los diez años se mudó con su familia al asentamiento de Pablo Podestá, donde inició su carrera musical como DJ y en el mundo del freestyle rap. A los doce años empezó a crear mezclas mediante el software FL Studio para subir a la plataforma de distribución SoundCloud. En su adolescencia participaba en eventos de freestyle, e incluso llegó a competir con el rapero Acru en El Quinto Escalón ante la presencia de populares músicos de la escena como Duki y Paulo Londra.
En una entrevista que concedió al diario El País de Uruguay, aseguró que el punto de inflexión en su carrera llegó cuando decidió incursionar en el género conocido como RKT, y especialmente con la canción «Pompa», en la que participó el músico L-Gante en su versión remix.

### Década de 2020 y actualidad
Luego de publicar algunos sencillos, a comienzos de 2021 logró repercusión en su país con la canción «Turraka», cuya remezcla alcanza una cifra cercana a las cien millones de reproducciones en YouTube y en la que participaron otros artistas del género como Papichamp, Ecko y Blunted Vato. Su siguiente proyecto fue una sesión junto a DJ Tao, titulada «Turreo Session #5», y el sencillo «Matatan» con Alan Gómez. En el remix de la canción, publicado en marzo de 2022, participaron Cazzu, Ecko, Brray, DJ Tao y Alan Gómez.
La popularidad alcanzada por el artista con estas colaboraciones lo llevó a trabajar con Omar Varela, reconocido por haber fundado el sello discográfico Mueva Records. Varela se encargó de producir el sencillo «Hace calor», el cual ingresó en la lista de tendencias de Spotify Argentina. El remix internacional de la canción, en el que participaron el español RVFV y el italiano Sfera Ebbasta, logró posicionarse en los primeros puestos de Spotify Italia. Finalizando el 2021, colaboró con Damas Gratis, Homer El Mero Mero y Big Apple en el tema «Que a pasao Remix».
A mediados de 2022 publicó la canción «Ahora que estás soltera», en la que decidió incursionar en el reguetón. Tomás Talarico, director general y fundador de la discográfica MOJO, se encargó de la producción ejecutiva del videoclip. Junto a L-Gante, Callejero Fino y Juanka El Problematik colaboró en un remix de la canción «Tamo Chelo», como homenaje al cantante El Noba, fallecido el 3 de junio. En septiembre colaboró nuevamente con L-Gante en la canción «Castigar», en la que también participó el músico y productor Omar Varela, y apareció como invitado en el tema «Coqueta Remix» de El Osito Wito. El mismo mes se anunció que el músico sería reconocido en la segunda entrega de los Premios Latin Plug, a celebrarse en noviembre, y que haría parte del cartel del evento Coca Cola Flow Fest al lado de artistas como Anuel AA, Justin Quiles y J Balvin.

### Incidente vial 7 de agosto de 2023
Al llegar al cruce de Núñez y Ceretti, el Audi manejado por Di Masi embistió una moto, cuyo conductor quedó herido, tras lo cual el músico aceleró y escapó a alta velocidad, dijeron los voceros. Pero a 200 metros, en la esquina de Núñez y Altolaguirre, volvió a protagonizar otro choque, esta vez contra un Toyota Etios en el que iban un hombre y su hijo de 10 años, detallaron los informantes.
Rápidamente se hicieron presentes médicos del Sistema de Atención Médica de Emergencias (SAME) y Bomberos de la Ciudad, ya que el conductor del Toyota había quedado atrapado en el interior de su vehículo tras el impacto. Finalmente, el hombre de 43 años y su hijo fueron trasladados a los hospitales Zubizarreta y Pirovano, respectivamente, con politraumatismos, pero sin riesgo para sus vidas. En tanto, el conductor de la motocicleta también fue asistido por una ambulancia, pero no registró heridas de consideración.
En el interior del vehículo que conducía el cantante Kaleb Di Masi, los efectivos de la Comisaría Vecinal 12C de la Policía de la Ciudad hallaron dos cigarrillos de una sustancia que es presumiblemente marihuana, dos pastillas y un envoltorio que contendría clorhidrato de cocaína. En tanto, se le realizó al trapero el narcotest, que le dio positivo en consumo de marihuana y negativo en alcohol.
Los pesquisas indicaron que el Audi TT está registrado al nombre de otra persona y que el cantante no tenía registro de conducir ni la documentación del vehículo. Di Masi fue imputado por el delito de "lesiones" por el fiscal de la Unidad Fiscal Norte Área Flagrancia, Alejandro Pellicori. El intérprete de "Turraka" y "Malcriada" quedó alojado en la Alcaldía 12 de la Policía de la Ciudad, donde se están realizando las pericias correspondientes a la espera de que el juzgado interventor disponga su indagatoria a través de la plataforma virtual Zoom o bien, otorgue su libertad.

## Discografía seleccionada

### Sencillos y EP
| Año  | Título                    | Notas                                                         |
| ---- | ------------------------- | ------------------------------------------------------------- |
| 2019 | «Piensa en mí»            |                                                               |
| 2020 | «Mueve T»                 | Con Locura Mix                                                |
| 2020 | «Perreo Tik Tok»          |                                                               |
| 2020 | «Pompa pa' trá»           | Con Locura Mix                                                |
| 2020 | «Me lo para»              | Con Elías Gómez                                               |
| 2020 | «Cuarentena»              |                                                               |
| 2020 | «Perreo Tik Tok Remix»    | Con Elías Gómez y DJ Richard Banegas                          |
| 2020 | «Bam Bam»                 | Con DJ Chino y Luis Córdoba Remix                             |
| 2020 | «No Love»                 |                                                               |
| 2020 | «No puedo olvidar»        |                                                               |
| 2020 | «Poma pa' trá Remix»      | Con L-Gante, Bruno LC y DT Bilardo                            |
| 2021 | «Chuletón»                |                                                               |
| 2021 | «Fumo 420»                |                                                               |
| 2021 | «Kacheteo»                | Con J. Mastermix                                              |
| 2021 | «RKT»                     |                                                               |
| 2021 | «Turraka»                 |                                                               |
| 2021 | «Ella mueve RKT»          | Con DT Bilardo y Ciro Deejay                                  |
| 2021 | «Euro RKT»                |                                                               |
| 2021 | «Peligro»                 | Con DJ Tao                                                    |
| 2021 | «RKT Session #4»          | Con Papu DJ                                                   |
| 2021 | «Turraka Remix»           | Con Ecko, Papichamp, Bruno LC y Blunted Vato                  |
| 2021 | «Turreo Sessions #5»      | Con DJ Tao                                                    |
| 2021 | «Pa'l cache»              | Con Omar Varela                                               |
| 2021 | «EIA»                     | Con Alan Gómez                                                |
| 2021 | «Garota»                  | Con Blunted Vato y DJ Tao                                     |
| 2021 | «Matatan»                 | Con Alan Gómez                                                |
| 2021 | «Hace calor»              | Con Omar Varela                                               |
| 2021 | «Air Force»               | Con DJ Tao                                                    |
| 2021 | «Que a pasao Remix»       | Con Big Apple, Homer El Mero Mero, Damas Gratis y Omar Varela |
| 2022 | «Bandolera»               | Con Homer El Mero Mero, Omar Varela y XLAB                    |
| 2022 | «Matatan Remix»           | Con Cazzu, Ecko, Brray, DJ Tao y Alan Gómez                   |
| 2022 | «Cheto mal»               | Con C.R.O y Omar Varela                                       |
| 2022 | «Fuleteo»                 | Con Bruno LC                                                  |
| 2022 | «Mission 07»              | Con Alan Gómez                                                |
| 2022 | «Hace calor Remix»        | Con Sfera Ebbasta y RVFV                                      |
| 2022 | «Pelinegra»               | Con Franco El Gorila y Symon Dice                             |
| 2022 | «Red Bull Red Label»      | Con Omar Varela y Alejo Isakk                                 |
| 2022 | «Coqueta Remix»           | Con El Osito Wito, Alejo Isakk y Roldan Emi                   |
| 2022 | «Ahora que estás soltera» |                                                               |
| 2022 | «Tamo Chelo»              | Con L-Gante, Callejero Fino y Juanka El Problematik           |
| 2022 | «Bellakeo Remix»          | Con Callejero Fino, Roldan Emi, Omar Varela y Alejo Isakk     |
| 2022 | «Castigar»                | Con L-Gante y Omar Varela                                     |
| 2022 | «El futurro»              | Con Ghetto Kids, Alan Gómez y El Malilla                      |